# Лорікет жовто-зелений
Лоріке́т жовто-зелений (Saudareos flavoviridis) — вид папугоподібних птахів родини Psittaculidae. Ендемік Індонезії. Раніше вважався конспецифічним з Saudareos meyeri.

## Опис

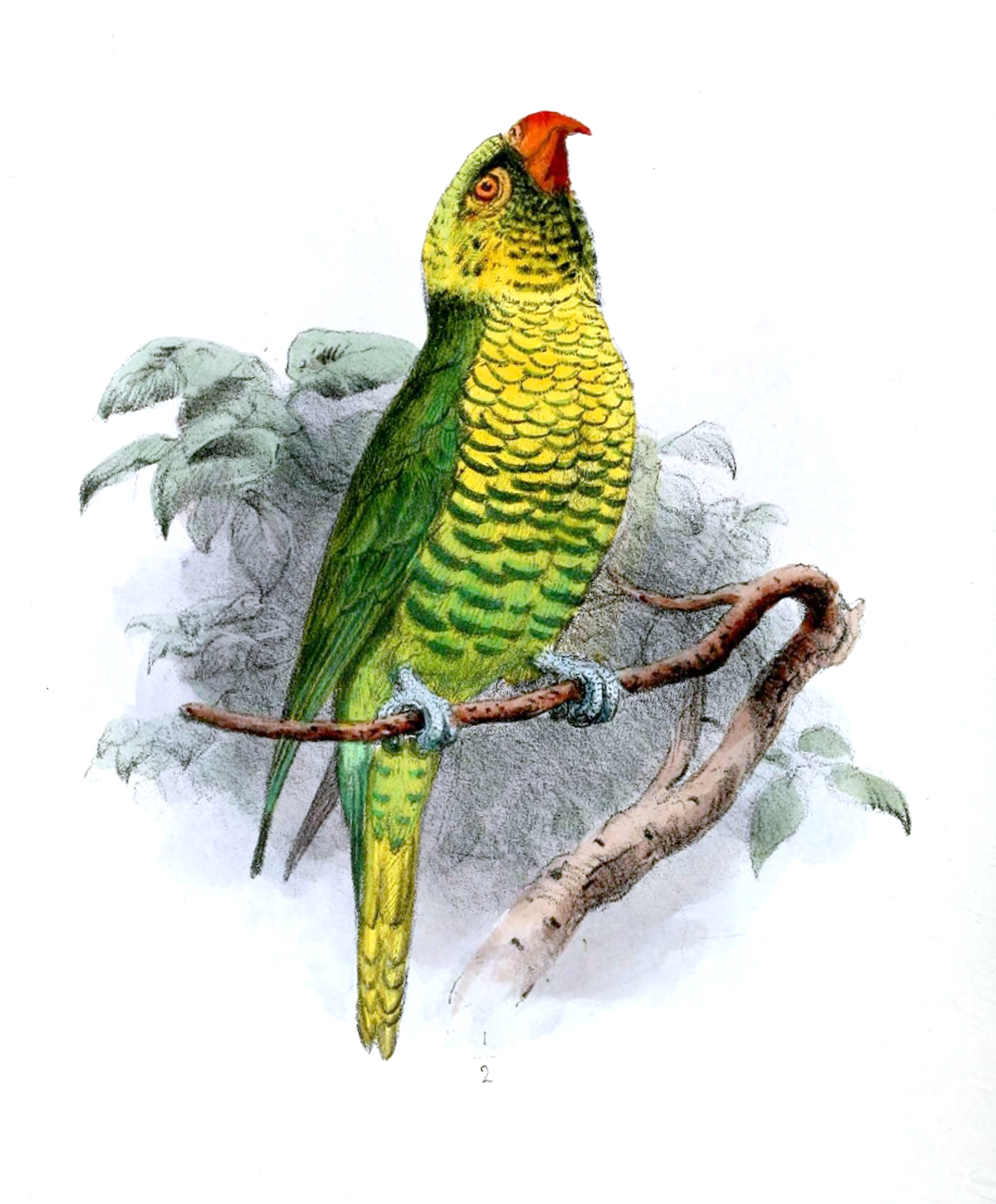
Жовто-зелений лорікет

Довжина птаха становить 22 см, вага 60-70 г. Забарвлення переважно зелене. Голова і груди жовті, пера на них мають зелені края, обличчя чорнувате. Дзьоб оранжевий, очі оранжево-карі, навколо очей сіруваті кільця. лапи сірі.

## Поширення і екологія
Жовто-зелені лорікети є ендеміками островів Сула. Вони живуть у вологих гірських і рівнинних тропічних лісах, зустрічаються на висоті від 800 до 2400 м над рівнем моря.